# Dendrotelis
Dendrotelis é um género botânico pertencente à família Fabaceae.